# 兰萨罗特岛
兰萨罗特岛（西班牙語：Lanzarote）是一个西班牙岛屿，位于大西洋加那利群岛的最东北端，距离非洲海岸125公里，伊比利亚半岛1000公里。面积845.94平方公里，为该群岛中的第四大岛。岛上居民数量为141,938人，为加纳利群岛中特内里费岛和大加那利岛之后人口第三多的岛屿。在岛的中西部为岛上主要风景名胜之一的蒂曼法亚国家公园。岛屿的首府城市为阿雷西费。
|                |                |
| 兰萨罗特岛旗帜 | 兰萨罗特岛徽章 |

## 地理
兰萨罗特岛位于北纬29°，西经13°40'，富埃特文图拉岛东北11公里。南北跨度60公里，东西跨度25公里。兰萨罗特岛的海岸线有213公里，其中沙岸10公里，沙滩16.5公里，其余为岩石。它的戏剧性景观包括北部的法马拉（Famara）山脉（671米）和南部的阿哈切斯（Ajaches）山脉（608米）。在法马拉山脉以南是哈布勒（El Jable）沙漠，隔开法马拉和火之山（Montañas del Fuego）。
兰萨罗特的西部山区为蒂曼法亚国家公园。最高的山是海拔671米的Peñas del Chache。该岛是一个联合国教科文组织生物圈保护区。

## 地质
兰萨罗特岛是一座火山岛，形成于大约3500万年以前。阿尔弗雷德·魏格纳在1912年到达该岛，并研究了他的大陆漂移理论。该岛形成于非洲和美洲大陆板块分裂之后。 
有记录的最大的火山爆发发生在1730年和1736年。

## 行政区划
兰萨罗特岛行政上属于加那利自治区拉斯帕尔马斯省，共分为7个市镇：阿雷西费、阿里亞、圣巴托洛梅、特吉塞、蒂亚斯、蒂纳霍和亚伊萨。

## 人口
截至2015年，兰萨罗特的人口为143,209人，比2005年（123,039）增加了16.4%。岛上的首府在阿雷西費，人口有56,940人。大部分居民（77.6%）是西班牙人，有相当比例的居民来自其他欧洲国家，主要来自英国（4.3%）、德国（2.1%）和意大利（1.9%）。其余14.1％的人口为来自摩洛哥、哥伦比亚和中国等国的移民。
| 族裔       | 人口（2015年） | 百分比 |
| ---------- | -------------- | ------ |
| 西班牙人   | 111,126        | 77.6%  |
| 英国人     | 6,176          | 4.3%   |
| 摩洛哥人   | 3,637          | 2.5%   |
| 德国人     | 3,064          | 2.1%   |
| 意大利人   | 2,662          | 1.9%   |
| 哥伦比亚人 | 2,558          | 1.8%   |
| 中国人     | 1,513          | 1.1%   |
| 其他       | 12,473         | 8.7%   |

## 交通
岛上有自己的国际机场—兰萨罗特机场，2014年旅客5,882,691人次。

## 经济

### 农业
相对于群岛西部更大及多山的岛屿，兰萨罗特岛气候干燥，灌溉系统也不完善，因此在岛上能种的庄稼品种不多。洋葱、西红柿和土豆是这里种植的主要庄稼，且数量也众多。从玛尔瓦西亚（malvasía）葡萄品种酿造出来的葡萄酒主要出口至群岛的其它岛屿去。其它的庄稼包括各种豆类、瓜果和烟草。庄稼都是种在黑色的火山沙砾上，这些沙砾能够吸收露水并防止水份蒸发。岛上牲畜很少，几乎没有牛群或绵羊。山羊和驴子有一些，有时也能见到用骆驼在田野里干活。

### 渔业
岛上经济的另一传统支柱是渔业。在兰萨罗特岛东部和非洲海岸之间有着丰富的渔场，阿雷西费也是群岛中的第二大渔港。这里能捕捞到大量的沙丁鱼、鲈鱼、慈鲷和鳕鱼等。相关的产业有罐装及鱼骨粉的生产。

### 旅游业
由于气候暖和的缘故，兰萨罗特岛全年都吸引众多的游客前来度假。游客大多数来自英国、德国、北欧、荷兰及西班牙本土。由于旅游业的兴起，相关的建筑业也提供了很多的就业机会。据估计，超过90%的就业人口都跟旅游业相关。

## 主要旅游景点

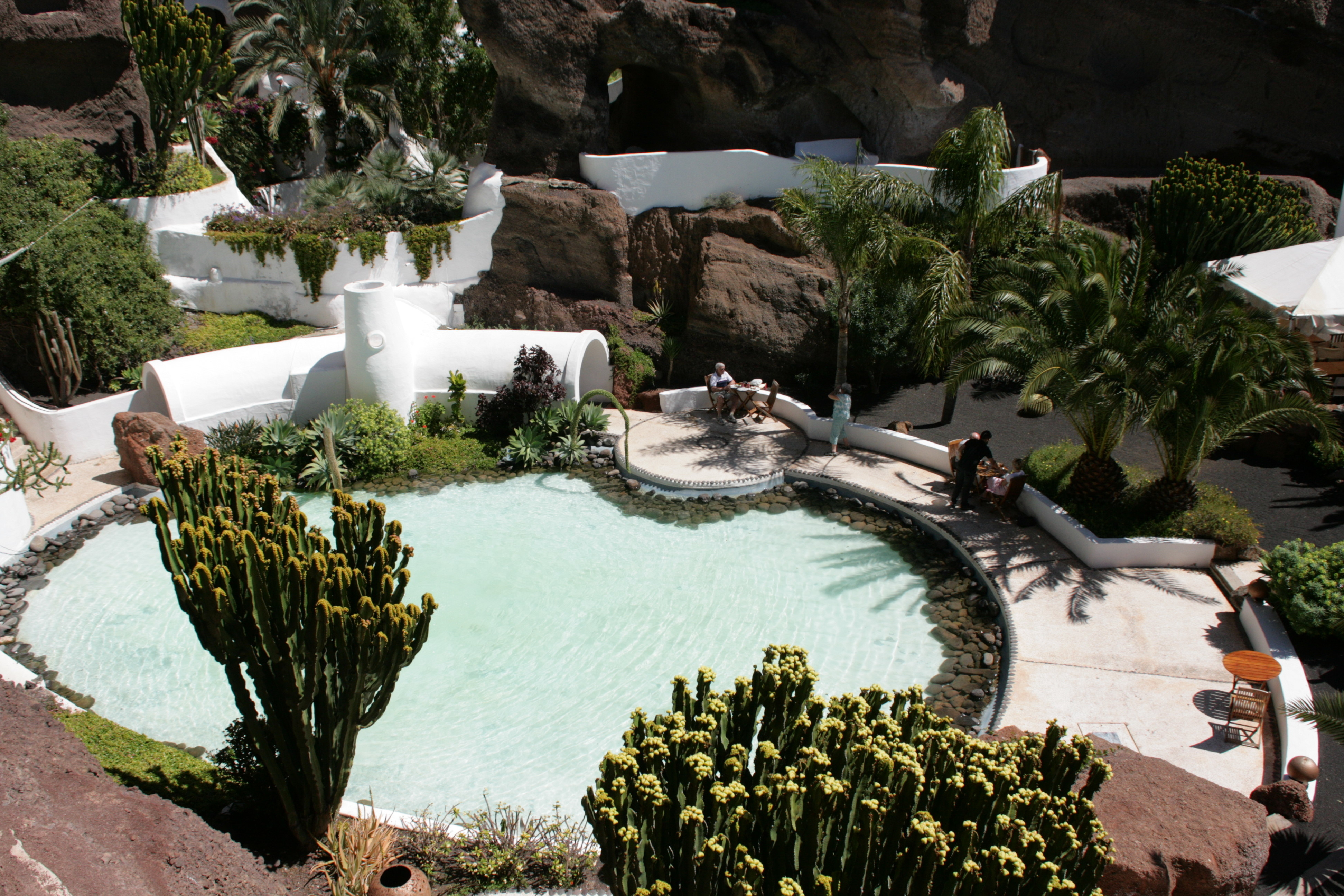
Lagomar博物馆

- 蒂曼法亚国家公园：火山公园。进入公园后乘坐公园提供的大巴观赏火山地貌。中午可以在山顶餐厅吃由火山地热烧烤的食品。可以乘骑骆驼在火山沙漠上骑行。还有一个免费的游客中心提供有关火山爆发的知识。
- 绿湖（Lago Verde）：位于一个叫El Golfo村庄旁边，湖水因为微生物的缘故而呈绿色。
- 沸水岩（Los Hervideros）：由于海浪冲击岸边的火山岩石而形成了很多岩洞。
- 维尔德岩洞（Cueva de los Verdes）：虽然西班牙语名字的意思是“绿洞”，但岩洞里面并没有什么绿色。名字来源是由于该岩洞以前是由叫“Verde”的人群拥有。岩洞有的地方非常狭窄，但大的洞穴里甚至可以举行音乐会。
- 水洞（Jameos del Agua）：火山岩洞塌顶后形成的一连串露天地洞，由当地的艺术家及建筑师塞萨尔·曼里克（英语：César Manrique）改造成一个艺术、文化和旅游中心。
- 里奥观景台（Mirador del Río）：位于兰萨罗特岛的最北部的山顶上，可眺望隔着海峡的格拉西奥萨岛。
- 仙人掌植物园（Jardín de Cactus）：里面种植着各种仙人掌。
- 特吉塞周日集市：附近的山顶上有座圣芭芭拉城堡（Castillo de Santa Bárbara）。
- Lagomar博物馆：奥马尔·沙里夫在1970年代初期来兰萨罗特岛时被这个建于岩洞里并具有阿拉伯情调的房子吸引而买下了它。但他在后来的一盘桥牌赌博中输掉了这幢房子。
- 圣何塞城堡（Castillo de San José）：建于1776至1779年间的城堡，现为国际当代艺术博物馆（Museo Internacional de Arte Contempráneo）。

## 自然象征物
兰萨罗特岛官方的自然象征物（动物和植物）是Munidopsis polymorpha和甜胶大戟。

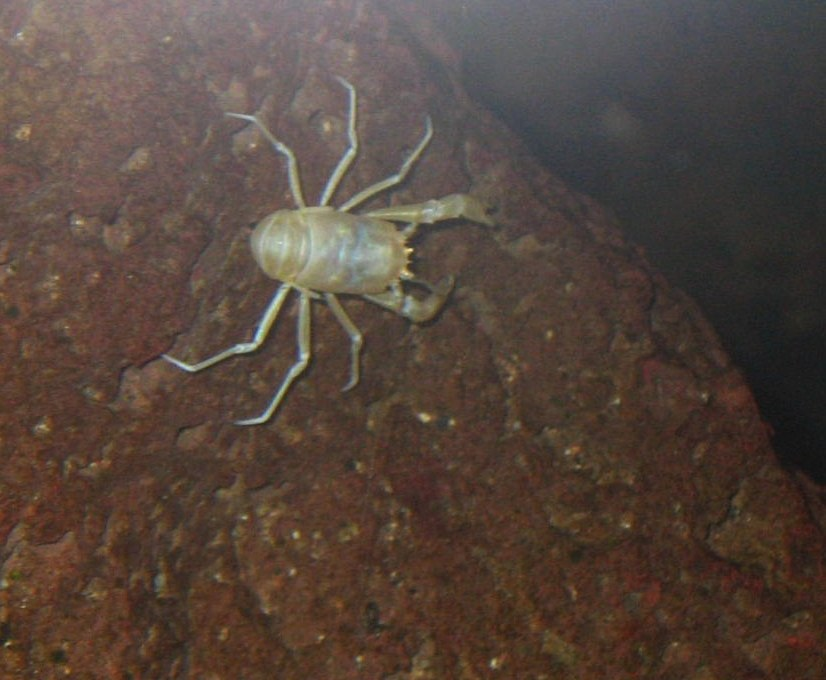
Munidopsis polymorpha（英语：Munidopsis polymorpha）
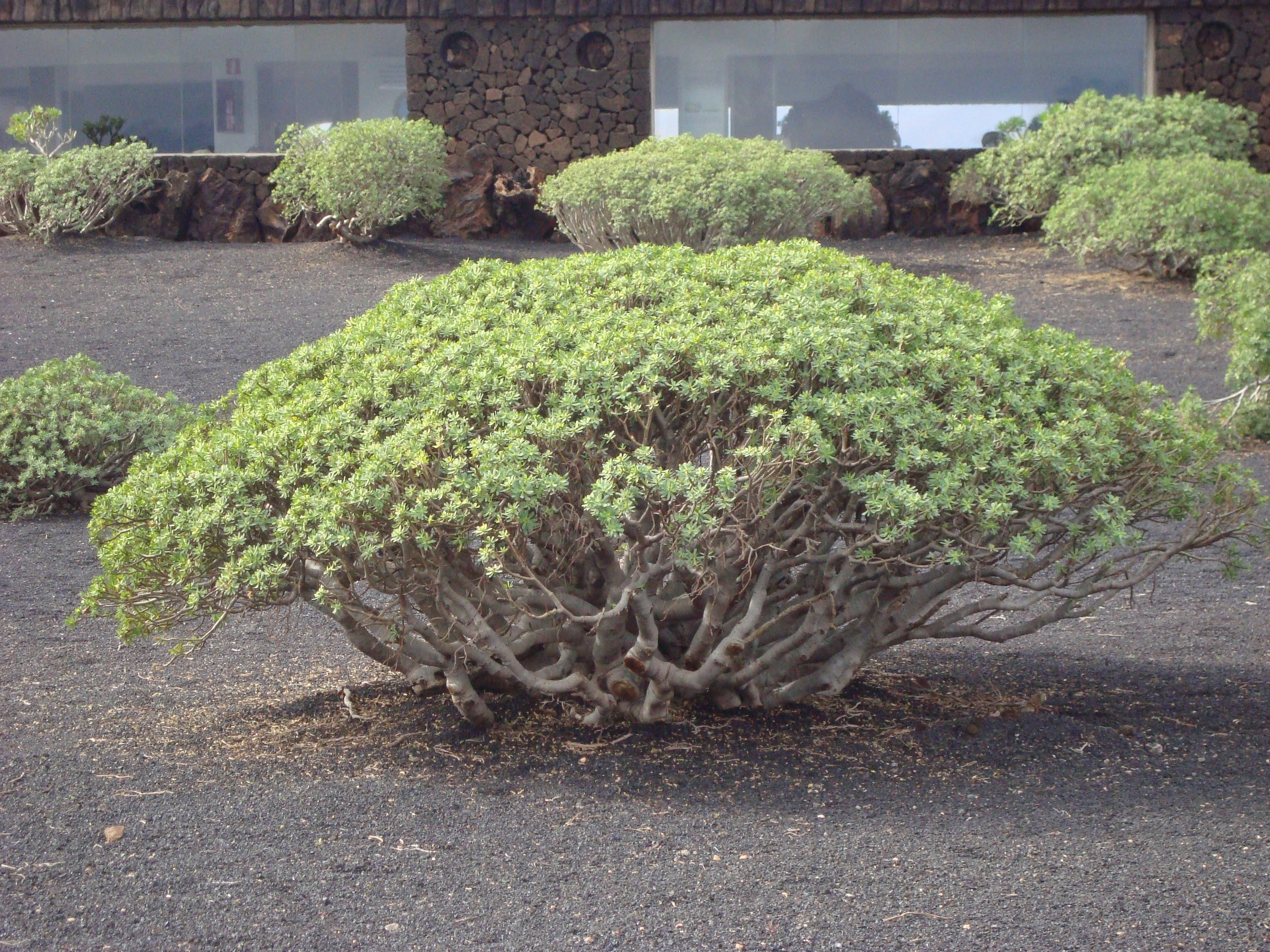
甜胶大戟

## 图集

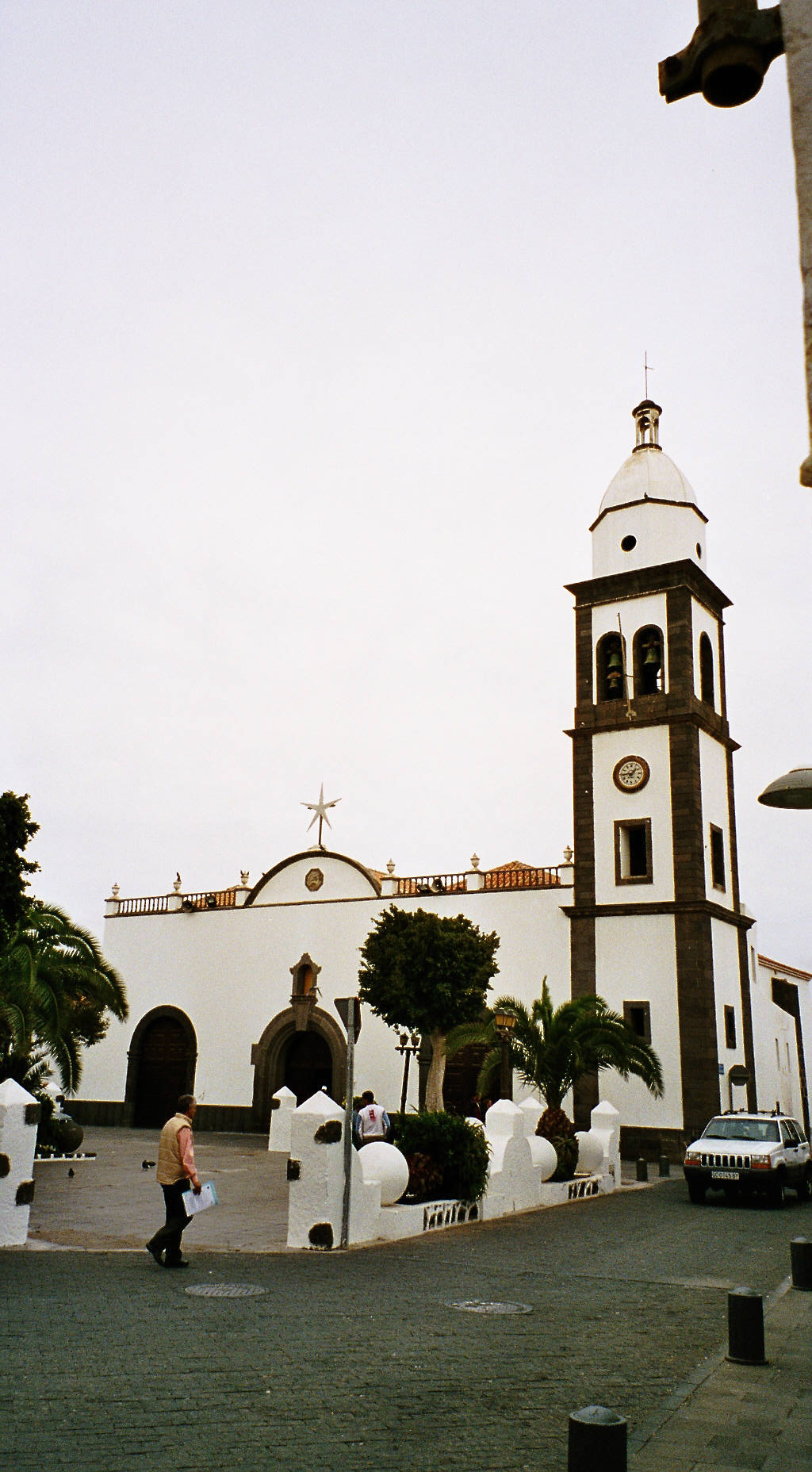
位于阿雷西费的教堂（Iglesia de San Ginés）
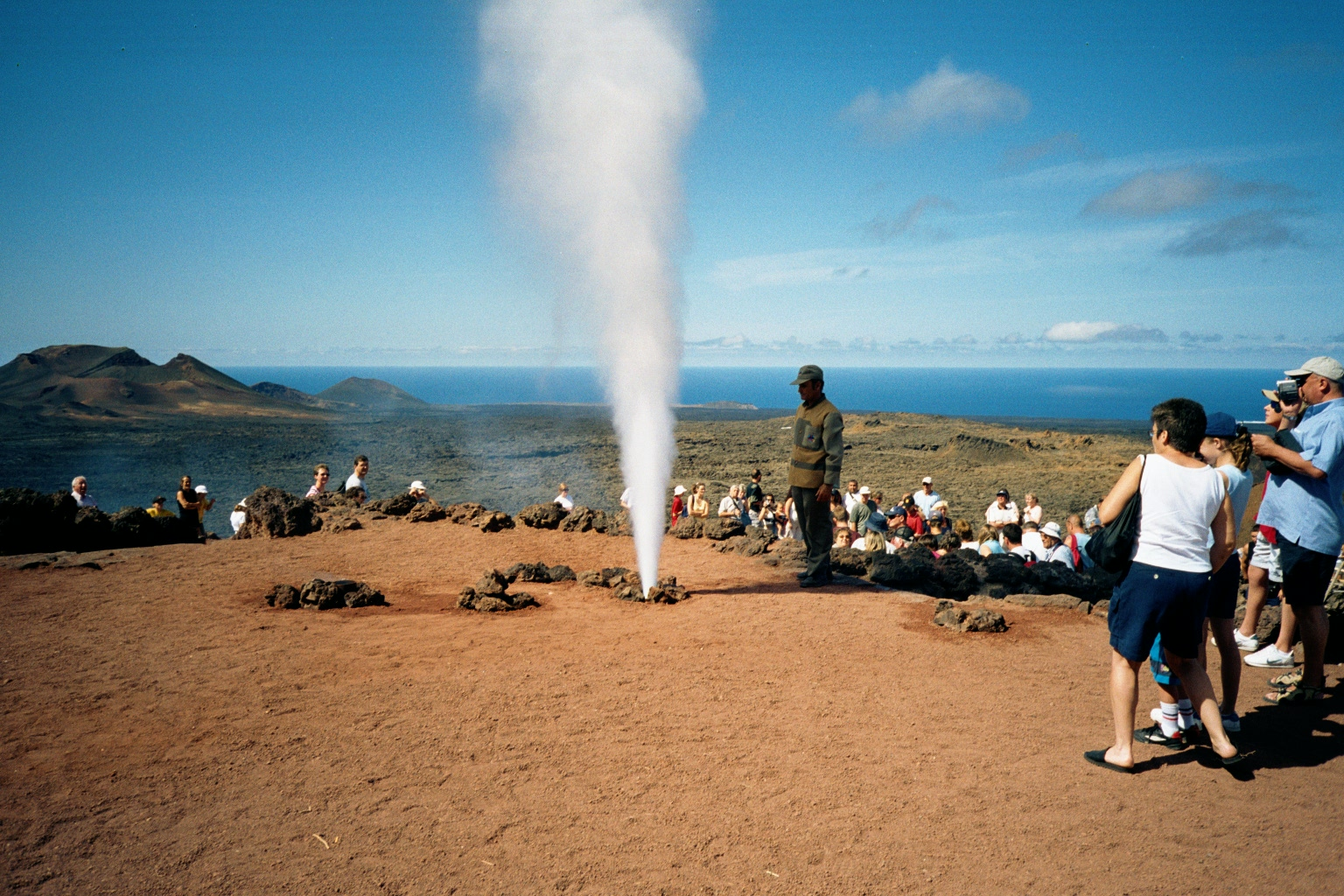
蒂曼法亚国家公园里注水后的蒸汽喷发
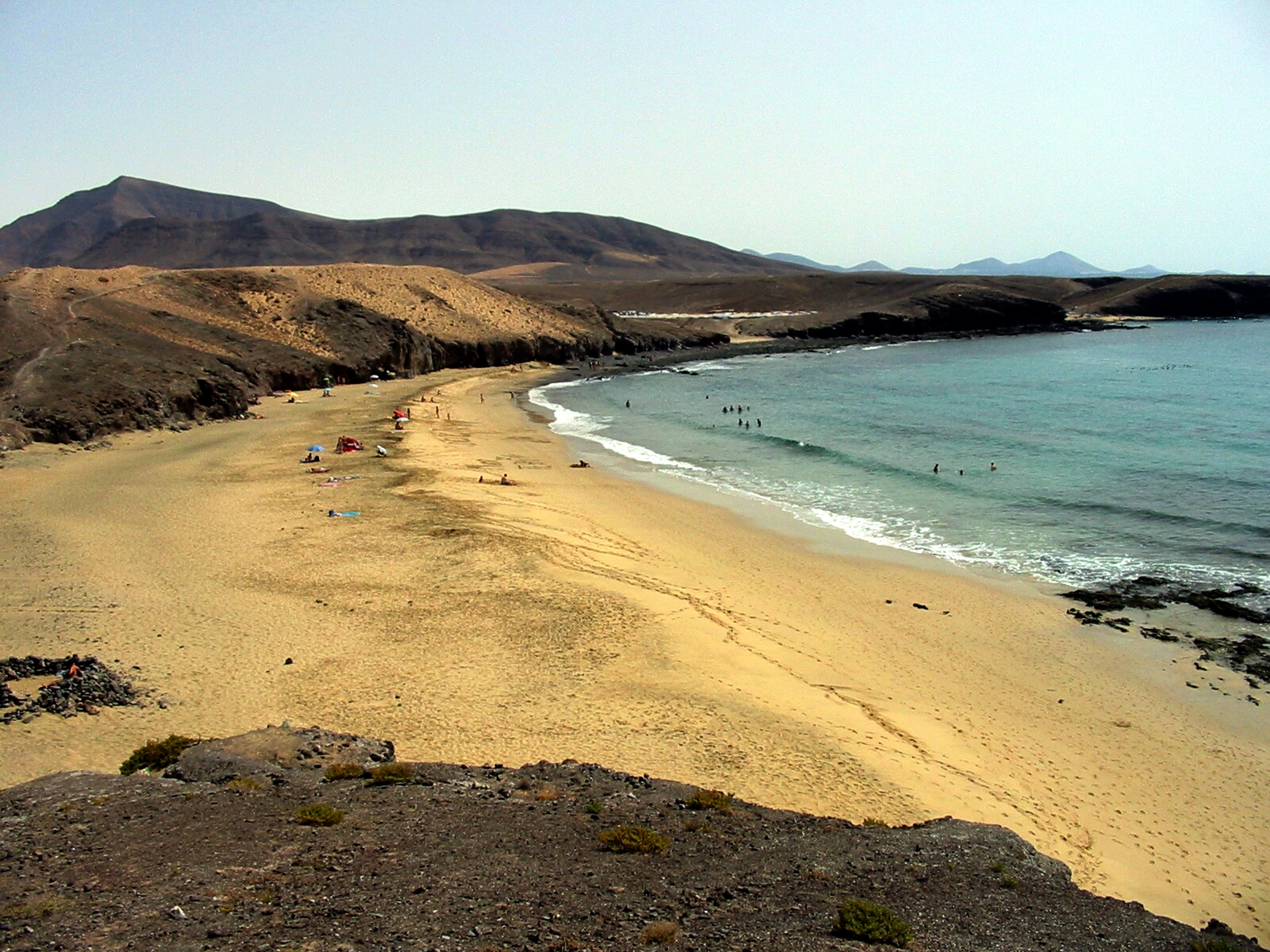
帕帕加约海滩
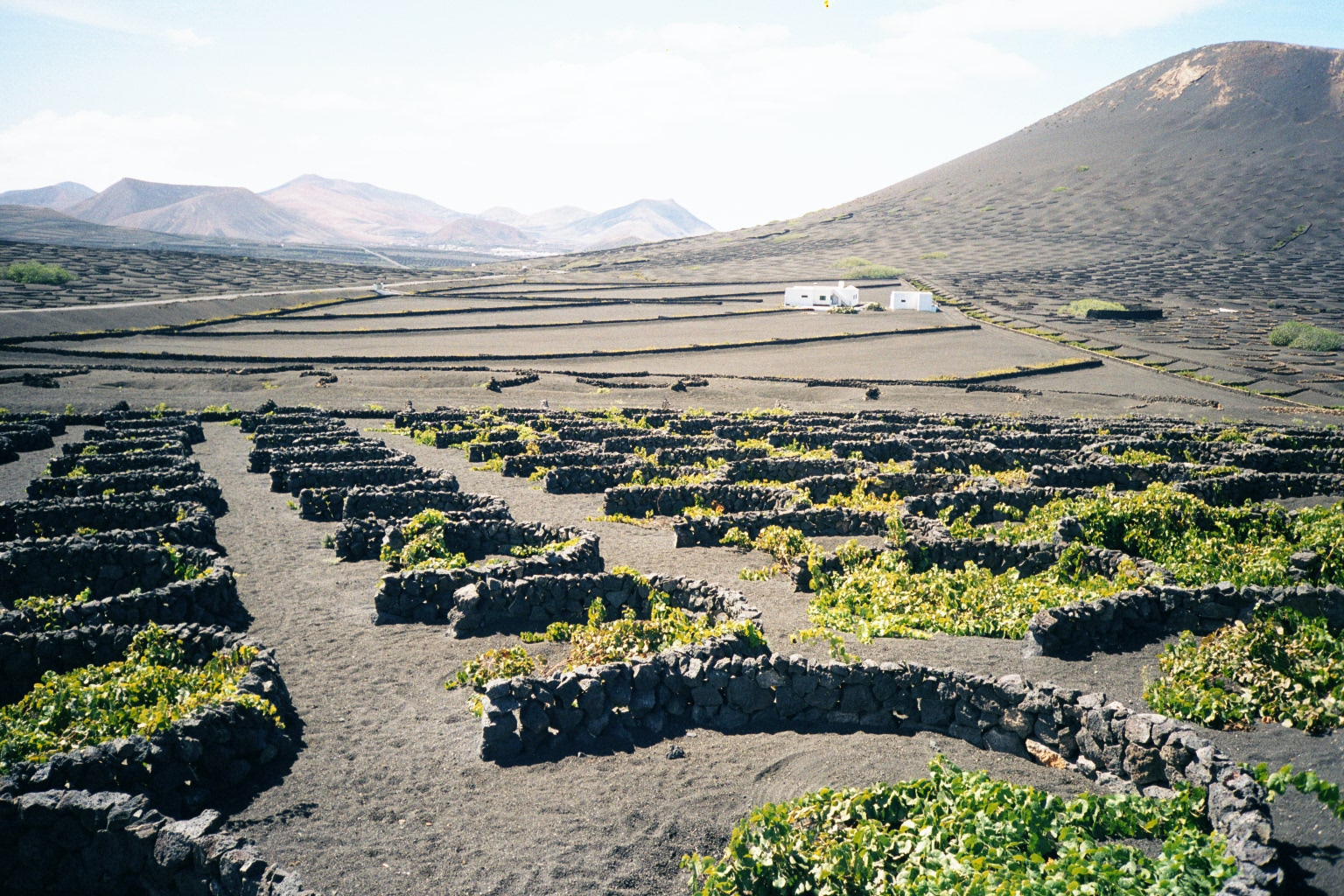
石墙用来保护种植的葡萄藤
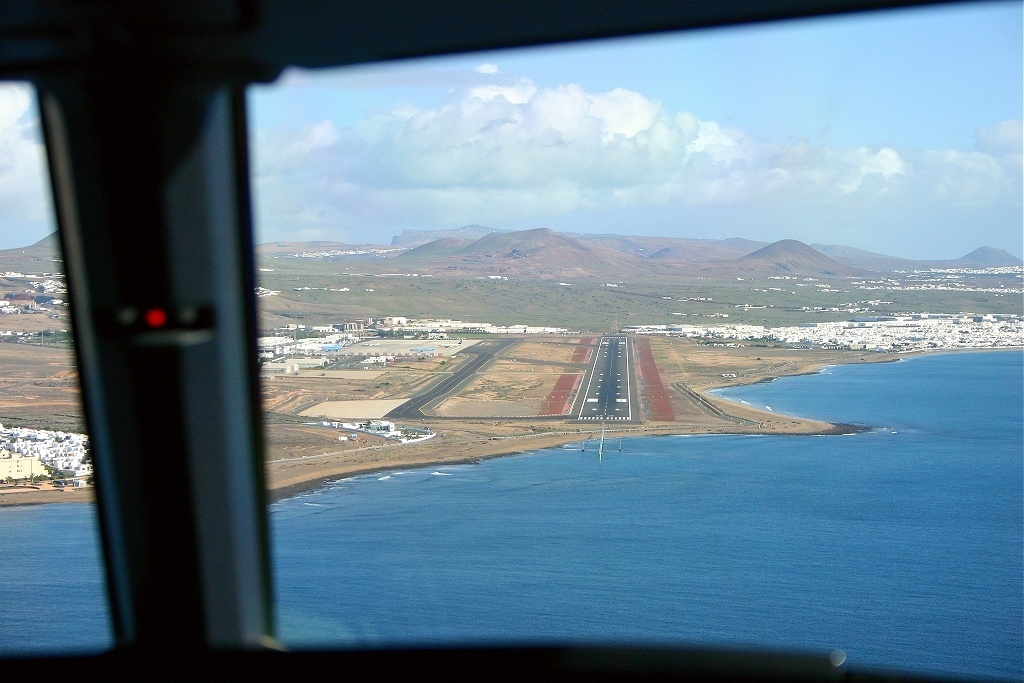
兰萨罗特机场